# Римокатоличка црква Светог Рока у Моровићу
Римокатоличка црква Светог Рока у Моровићу, насељеном месту на територији општине Шид, припада Сријемској бискупији Римокатоличке цркве.
Прва католичка црква Светог Рока саграђена је од дрвета, 1699. године. Жупу су држали калуђери из реда Светога Фрање (фрањевци), до доласка 1761. године првог световног жупника Петра Старешинића. Током 1825. године започела је изградња нове цркве. Декан и жупник из Дреноваца, Илија Вражић, поставио је камен темељац. Радови су текли и у јесен 1826. године црква је била готова.
Црква није била велика, наводи се да је дуга 17 хвати, а широка 8 хвати. Имала је торањ висок 15 хвати, а у њега су смештена два звона (од 380 кг и 250 кг). Таква каква је тада, црква ће остати и касније, једино ће 1828. године торањ бити надограђен (подигнут за још 8,5 метара). Године 1844. торањ ће добити и сат који је за 290 форинти направио Бенедикт Миллер из Апатина. 
Током 1866. године у цркву су донете и оргуље. Купио их је бачвар Адам Стеинер. Током 1886. године испред цркве ће бити подигнут крст од белог мермера. Током 1902. године пред црквом је подигнута Калварија.